# Neri Oxman
Neri Oxman, née le 6 février 1976 à Haïfa, est une architecte et designer israélo-américaine, connue pour son travail en architecture bioclimatique et en morphogenèse numérique. Depuis 2010, elle enseigne au Media Lab du Massachusetts Institute of Technology (MIT), où elle devient aussi fondatrice du groupe de recherche Mediated Matter.

## Biographie
Neri Oxman est née dans une famille d'intellectuels juifs. Ses parents sont architectes et enseignants à l'Institut de technologie d'Israël (Technion), où son père deviendra aussi doyen, pendant que sa sœur, Karen Oxman, est artiste.
Elle sert l'Armée de l'air israélienne de 1996 à 1999, obtenant le rang de premier lieutenant. Puis, à son arrivée a Jérusalem, elle poursuit des études en médecine au Centre médical Hadassah de l'Université hébraïque de Jérusalem pour deux années, avant de décider pour l'architecture au Technion. Elle finira ses études en 2004, à l'Architectural Association School of Architecture de Londres.
Une année plus tard, en 2005, elle part à Boston pour intégrer le master et puis le programme de doctorat du MIT en Design et informatique (Design and Computing), sous le tutelage de William J. Mitchell. Elle deviendra professeur au MIT Media Lab en 2010, année où elle fonde le groupe de recherche Mediated Matter, chargé d'explorer les liens entre la biologie, le design et le numérique.
En 2017 elle est nommée professeur associée du MIT au programme des Arts médiatiques et Sciences (Media Arts and Sciences).
En 2019, elle est reconnue en tant que International Fellow du Royal Institute of British Architects (RIBA) pour ses contributions au design et à l'architecture.

## Travaux et expositions
Quelques œuvres d'Oxman ont été exposées au Museum of Modern Art, à l'International Biennial of Contemporary Art à Seville et à la Biennale internationale d'art de Beijing. Les expositions comprenaient:
Museum of Modern Art de New York, 2007
- Raycounting
- Subterrain: Variable Property Analysis and Fabrication of a Butterfly Wing

Musée de la Science de Boston, 2009
- Beast: Prototype for a Chaise Longue
- Carpal Skin: Prototype for a Carpal Tunnel Syndrome Splint

### Récompenses
Les œuvres d'Oxman lui ont permis de remporter les prix suivants :
- America-Israel Cultural Foundation Award of Excellence 2005[8]
- Holcim Awards “Next Generation” 2008[9]
- Graham Foundation Carter Manny award 2008[10]
- The Earth Awards 2009[11]
- Vilcek Prize in Design 2014[12]
- Cooper Hewitt National Design Awards 2018[13]

## Publications
- (en) M. Joachim, Neri Oxman et Douglas Joachim, « "PeristalCity" and "River Gyms" », Thresholds Journal #32 ACCESS, Ed. Pamela Karimi, MIT,‎ 2006
- (en) Neri Oxman, Christine Ortiz, Fabio Gramazio et Mathias Kohler, « "Material Ecology" », Computer-Aided Design #60, Elsevier,‎ 2014

## Vie privée
Après avoir divorcé du compositeur argentin Osvaldo Golijov, Oxman épouse Bill Ackman en 2019.